# ۱۰۷۳ (میلادی)
۱۰۷۳ (میلادی) هزار و هفتاد و سومین سال تقویم میلادی است.

## درگذشتگان
‎